# Irma (piosenkarka)
Irma (ur. 15 czerwca 1988 w Duala) – piosenkarka wykonująca utwory muzyczne własnego autorstwa. Pochodzi z Kamerunu, mieszka we Francji.

## Życiorys
Irma pochodzi z muzykalnej rodziny. Jej ojciec jest gitarzystą a jej matka śpiewała w chórze kościelnym. Irma również jako dziecko występowała podczas mszy. W wieku 15 lat wyjechała do szkoły w Paryżu. W 2007 umieściła na YouTube swoje pierwsze filmy prezentujące własne wykonania. Były to kompozycje własne, ale także covery. W 2008 spotkała się z Michaelem Goldmanem, synem francuskiego artysty Jeana-Jacques'a Goldmana i współzałożycielem wytwórni My Major Company. W rezultacie Irma otrzymała kontrakt płytowy w My Major Company i w lutym 2011 wydała swój debiutancki album Letter to the Lord we Francji, gdzie dotarł on do 20. miejsca na liście przebojów. Był również notowany w Szwajcarii i we francuskojęzycznej części Belgii (Walonia). Pierwszy singiel zatytułowany I Know osiągnął na listach przebojów pozycję 42. w Szwajcarii, 51. w miejsce we Francji i 7. w Walonii. Latem 2011 roku wspólnie z wokalistą will.i.am z The Black Eyed Peas wykonała utwór I Want You Back z repertuaru Jackson 5.

## Dyskografia

### Albumy
| Rok  | Album              | Kraj   | Kraj | Kraj | Certyfikat |
| Rok  | Album              | BEL/Wa | FR   | SWI  | Certyfikat |
| ---- | ------------------ | ------ | ---- | ---- | ---------- |
| 2012 | Letter to the Lord | 18     | 6    | 46   |            |

### Single
| Rok  | Tytuł                       | Lista  | Lista | Lista | Certyfikat | Album              |
| Rok  | Tytuł                       | BEL/Wa | FR    | SWI   | Certyfikat | Album              |
| ---- | --------------------------- | ------ | ----- | ----- | ---------- | ------------------ |
| 2011 | "I Know"                    | 7      | 2     | 42    |            | Letter to the Lord |
| 2011 | "Letter to the Lord"        | —      | 128   | —     |            | Letter to the Lord |
| 2012 | "I Know" (feat. Youssoupha) | —      | 9     | —     |            |                    |